# 和田隆志

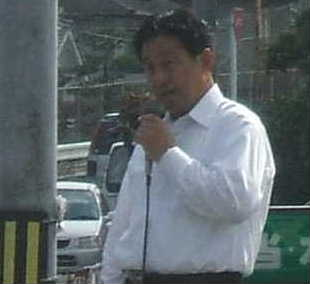
演説する和田

和田 隆志（和田 隆志、わだ たかし、1963年7月18日 - ）は、日本の政治家、財務官僚。
衆議院議員（3期）、内閣府大臣政務官（菅直人改造内閣）を務めた。

## 来歴
広島県沼隈郡沼隈町（現：福山市）生まれ。広島大学附属福山中学校・高等学校、東京大学法学部卒業。東大卒業後、大蔵省（現：財務省）に入省。証券局総務課調査室配属。入省時の直属の上司（係長）は片山さつき（元地方創生担当大臣）。通商産業省機械情報産業局電子政策課総括係長、熊本国税局都城税務署長、在タイ日本大使館書記官、大蔵政務次官秘書官、財務副大臣秘書官、理財局計画官補佐、金融庁総務企画局総務課長補佐等を歴任し、2003年に退官。
同年の第43回衆議院議員総選挙に民主党公認で広島7区から出馬。自由民主党の宮澤洋一に敗れたが、重複立候補していた比例中国ブロックで復活し、初当選した。2005年の第44回衆議院議員総選挙では広島7区で再び宮澤に敗れ、比例中国ブロックも次点で落選。
2008年、衆議院議員・平岡秀夫の山口2区補欠選挙出馬に伴う自動失職により、比例中国ブロックで繰り上げ当選した。翌2009年の第45回衆議院議員総選挙では、広島7区で宮澤を破り、初めて小選挙区で当選。
2010年9月、菅第1次改造内閣で内閣府大臣政務官に任命される。2011年1月発足の菅第2次改造内閣でも再任。同年9月、野田内閣発足に伴い内閣府大臣政務官を退任し、民主党広島県連代表に就任。
2012年12月の第46回衆議院議員総選挙では自民党新人の小林史明に敗れ、比例復活ならず落選。
その後は2013年11月から2017年3月まで政策研究大学院大学の政策研究センター客員研究員、2017年5月からJC証券株式会社の非常勤取締役を務めた。

## 政策
- 選択的夫婦別姓制度導入に賛同する[6]。

## 親族
- 岳父は元北海道開発庁事務次官の竹内透。竹内の岳父は村山達雄元大蔵大臣。